# Nordmyra
Nordmyra är en by i Nora socken, Heby kommun.
Nordmyra finns dokumenterad första gången 1289–1291 då ärkebiskopsbordet i Uppsala bytte bort jord i Nordmyra mot jord i Lövsta, Ärlinghundra härad. I markgäldsförteckningen 1312 fanns tre skattskyldiga i Nordmyra, i förteckningen över vad hertig Valdemar uppburit av kyrkogodsen i Tiundaland 1316 fanns en kyrkolandbo i Nordmyra. 1331 dömdes skogar, ängar och fisken från byarna Holvastby och den försvunna Berg till Nordmyra, i en tvist som fällts tre år tidigare men nu förnyades då Berg och Holvastby brutit mot den. I Olof Matsson i Bros testamente 1453 omtalas fyra fastrar från Nordmyra. I 1500-talets skattelängder upptas Nordmyra som två halva skattemantal, ett mantal kyrkojord och fem skatteutjordar; en tillhörig Gäddsjö, en till Andersbo, en till Buska, en till Ljusbäck och en till Lakbäck.
Byn är stor och har två stora järnåldersgravfält nära bebyggelsen. Troligen har den varit moderby för flera kringliggande byar. Storskifteskartan 1782–1783 anger Nordmyras skog som gemensam med Andersbo, Buska, Nordansjö, Gäddsjö och halva Fallet, och vid laga skifte 1840 anges Nordansjö och Fallet vara avgärda byar. Det kan dock snarare vara kopplat till att skogen tidigare ägts gemensamt inom Norbygge hamna. Bynamnet är kopplat till byns läge norr om det myrkomplex som har kallats Stora myran.
Byns gårdar har kallas Östergården, Västergården och Mellangården. Mellangården har även kallats kronogården då den var kronojord, eller Föraregården då den var förarboställe vid Västmanlands regemente. Nystrand är ett torp vid stranden av Andersboviken, dokumenterat sedan mitten av 1800-talet. Torpet Österbo är dokumenterat sedan 1700-talet. Vid Hundsjön på byns ägor ligger Österbo fäbodar, idag finns endast en sportstuga på platsen. Det är okänt hur länge de var i bruk.